# توپ‌تاش (گوله)
توپ‌تاش (به ترکی استانبولی: Toptaş) یک منطقهٔ مسکونی در ترکیه است که در گوله (شهر) واقع شده‌است.